# لوئیس دابین
لوئیس دابین (انگلیسی: Lewis Dobbin؛ زادهٔ ۳ ژانویهٔ ۲۰۰۳) بازیکن فوتبال اهل بریتانیا است.
از باشگاه‌هایی که در آن بازی کرده‌است می‌توان به باشگاه فوتبال اورتون اشاره کرد.
وی همچنین در تیم‌های ملی فوتبال England national under-16 football team، زیر ۱۷ سال انگلستان، و زیر ۱۹ سال انگلستان بازی کرده‌است.